# Mormo phaeochroa
Mormo phaeochroa är en fjärilsart som beskrevs av George Francis Hampson 1908. Mormo phaeochroa ingår i släktet Mormo och familjen nattflyn. Inga underarter finns listade i Catalogue of Life.